# Bing Crosby
Bing Crosby (Tacoma, 3. svibnja 1903. – Madrid, 14. listopada 1977.) američki je pjevač i filmski glumac.
Svjetsku popularnost stekao je u glazbenim filmovima Carski valcer, Najveći pjevač Amerike. Oscarom je nagrađen za ulogu u filmu Idući svojim putem1944. godine. Tvorac je pjevačkog stila koji su kasnije preuzeli Frank Sinatra i Dean Martin. Pjesmom „White Christmas” srušio je sve rekorde u prodaji ploča prodavši preko 100 milijuna nosača zvuka diljem svijeta, od čega je bilo najmanje 50 milijuna singl-ploča.

## Vanjske poveznice
- Službena stranica
- Bing Crosby u internetskoj bazi filmova IMDb-u (engl.)